# Black Star (album Timati)
Black Star – album rosyjskiego rapera Timati, produkcji DJ Dlee. Przy produkcji wzięły udział gościnnie gwiazdy rosyjskiej sceny muzyki rozrywkowej.

## Lista utworów
1. "Intro" 1:07
2. "В клубе" – W klubie z DJ Dlee 4:25
3. "Жара" – Upał z Nasty, Fiodor Bondarczuk 4:16
4. "Жизнь – игра" Życie to gra Dmitr Klimaszenko 6:05
5. "Zombie" 3:57
6. "Потанцуй" – Tańcz Ksenia Sobczak 4:31
7. "Детка" – Dziecina 4:21
8. "Не сходи с ума" – Nie wariuj 3:41
9. "Мой путь" – Moja droga z Ratmir 4:55
10. "Black Star" – Czarna Gwiazda z Karina Koks, Igor Krutoj 4:53
11. "Снова один" – Znów sam z Irina Dubtsova 4:37
12. "Дождись" – Czekaj z Uma2rman 4:12
13. "Вопросы" – Pytania 4:23
14. "Когда ты рядом" – Kiedy jesteś blisko z Aleksa 4:25
15. "Сны" – Sny z Ratmir 4:00
16. "Опасные связи" – Niebezpieczne związki z Ratmir 4:10
17. "Откровение" – Odkrycie z Dominik Jocker 4:49
18. "Я и ты" – Ja i ty z Karina Koks 4:44